# テンジクアジ
テンジクアジ（学名:Carangoides oblongus )はアジ科に属する海水魚である。
インド太平洋に広く分布し、その分布域は西は南アフリカ、東はフィジーや日本まで広がっている。
比較的大型の種で、最大で全長46cmに達した記録がある。非常によく似るイトヒラアジなどの近縁他種とは鰭条や鱗など形態上の特徴から区別することができる。
しばしば沿岸域で見られ、エスチュアリーによく現れることも多くの地域で知られている。
繁殖や食性についてはほとんど分かっておらず、漁業においてもほとんど重要ではない。

## 分類と命名
スズキ目アジ科のヨロイアジ属(Carangoides )に属する。
本種はフランスの博物学者ジョルジュ・キュヴィエによって1833年に、ニューギニアから得られた標本をホロタイプとしてはじめて記載された。キュヴィエは本種をCaranx oblongus と命名し、ギンガメアジ属(Caranx )に分類した。種小名の"oblongus"は、「楕円形の」という意味で、本種の体型に由来する。この学名はその後、まずCarangichthys 属に移されたが、この属は現在ではふつう無効とされる。続いてヨロイアジ属(Carangoides )に移され、この分類が現在では有効とされている。本種はこの後も何度か独立に再記載されている。具体的には、一度目はチャールズ・ウォルター・デヴィス(Charles Walter De Vis)によってCaranx auriga として、次にWilliam OgilbyによってCitula gracilis として、そして最後に脇谷洋次郎によってCaranx tanakai として記載されている。これらの学名はキュヴィエによるはじめての、かつ正確な記載ののちに命名されたものであるため、国際動物命名規約に基づき後行の無効なシノニムであるとされている。
なお、Carangichthys 属を採用している文献もみられる。

## 形態

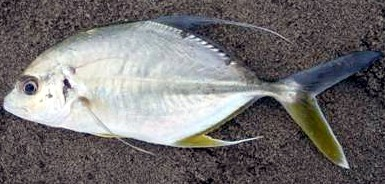
背鰭と臀鰭が伸長する。

比較的大型の種であり、最大で全長46cmに達することが知られている。体型は同属他種の多く、特にイトヒラアジ(C. dinema )と似ている。特にイトヒラアジとは、第二背鰭下部に黒い班があることでも類似している。本種は臀鰭がよく伸長する一方、イトヒラアジの臀鰭はそれほど伸長しないことで両種を識別できる。その他、両種は鰭条や鱗の数によっても識別できる。体型は側偏した楕円形で、背側の輪郭が腹側の輪郭よりもふくらんでいる。背鰭は二つの部分に分かれており、第一背鰭は8棘、第二背鰭は1棘、20-22軟条である。第二背鰭の突出部は伸長し、その長さは頭長を超えている。臀鰭は前方に2本の遊離棘があり、それを除くと1棘、18-19軟条である。腹鰭は1棘、18-19軟条である。側線は前方でゆるやかに湾曲し、曲線部は直線部よりもわずかに短い。この点でもイトヒラアジと本種を区別できる。曲線部には60から69の鱗が、直線部には0から2の鱗と37から42の稜鱗（アジ亜科に特有の鱗）が存在する。胸部には鱗がなく、体側面では鱗の帯を隔てて胸鰭の基底部にも無鱗域がある。頭部は丸みを帯び、口は斜位に存在する。両顎には小さい歯からなる歯列が存在し、その幅は前方で広くなる。上顎外側には比較的大型の歯が不規則に連なって存在する。大型個体では下顎にもこの大型歯が存在する。鰓耙数は26から30、椎骨数は24である。
体色は背部でオリーブグリーンで、腹部では銀白色や黄色を帯びてくる。第二背鰭の基底部に沿って小さな青色から黒色の斑が存在する。尾鰭上葉と背鰭軟条部は暗い青色、臀鰭は黄色で突出部頂端は白くなる。腹鰭と胸鰭は黄色である。鰓蓋にはふつううっすらと暗い斑が存在するが、斑が全く無い個体もいる。

## 分布
インド洋、西部太平洋の熱帯・亜熱帯域に広く分布する。インド洋では、西部では南アフリカやマダガスカルで、北方ではアデン湾、インド南岸などで報告がある。インド洋東部では中国や東南アジア、インドネシア、オーストラリア北部でみられる。太平洋では生息域はパプアニューギニアから北に台湾や日本、韓国、東はニューカレドニアやフィジーまで伸びる。
日本では和歌山県や琉球列島以南の南日本でみられる。
生息域の全域で、沿岸域でよくみられる。オーストラリアやソロモン諸島、フィジーで行われた調査では、幼魚がエスチュアリーでよく見つかった。成魚になってもエスチュアリーに留まることはあるが、湾や浅海のサンゴ礁や岩礁へ移動することもある。

## 生態
本種の食性、他種との相互関係、繁殖や成長についてはほとんど情報が無い。フィジーで行われた調査によれば、本種はカタクチイワシ科のタイワンアイノコイワシ属(Encrasicholina )の一種を捕食することがあるという。また、インド南岸での調査ではワラジムシ目の寄生虫、ウオノエ(Cymothoa eremita )が本種の口腔内に寄生しているのが見つかった。

## 人間との関係
本種は漁業において重要性はほとんどない。本種単独での漁獲量の統計もとられておらず、ふつうは他のアジ科魚類と区別されず処理されている。トロール漁や延縄漁において混獲されることがある。釣りにより漁獲されることもあり、食用となる。